# Japan Open 1987
Die Japan Open 1987 im Badminton fanden vom 21. bis zum 25. Januar 1987 in Osaka, Japan statt. Mit einem Preisgeld von 80.000 US-Dollar wurde das Turnier in Kategorie 1 der Grand-Prix-Wertung eingestuft.

## Finalresultate
| Disziplin    | Sieger                         | Finalist                        | Ergebnis            |
| ------------ | ------------------------------ | ------------------------------- | ------------------- |
| Herreneinzel | Xiong Guobao                   | Zhao Jianhua                    | 12:15, 15:13, 15:10 |
| Dameneinzel  | Li Lingwei                     | Hwang Hye-young                 | 11:3, 11:6          |
| Herrendoppel | Liem Swie King Eddy Hartono    | Lee Deuk-choon Shon Jin-hwan    | 15:4, 15:7          |
| Damendoppel  | Lin Ying Guan Weizhen          | Chung Myung-hee Hwang Hye-young | 15:5, 15:6          |
| Mixed        | Lee Deuk-choon Chung Myung-hee | Billy Gilliland Gillian Gowers  | 15:12, 15:5         |